# يان سوبول
يان سوبول مواليد 22 مايو 1984 في كارفينا، التشيك، هو لاعب كرة يد تشيكي يلعب كجناح أيمن. مثل منتخب التشيك لكرة اليد.

## المسيرة الاحترافية
لعب مع نادي مونبلييه لكرة اليد في الدوري الفرنسي من سنة 2007 إلى 2010، ثم لعب مع نادي تاتران بريشوف لكرة اليد في موسم 2010–2011، ثم انضم إلى نادي فاردار لكرة اليد في الدوري الفرنسي في موسم 2011–2012، ثم انضم إلى نادي تاتران بريشوف لكرة اليد في موسم 2012–2013.

## سجل المنافسة
شارك في البطولات التالية:
- بطولة العالم لكرة اليد للرجال 2015
- بطولة أوروبا لكرة اليد للرجال 2012
- بطولة أوروبا لكرة اليد للرجال 2014

## روابط خارجية
- يان سوبول على موقع الاتحاد الأوروبي لكرة اليد (الإنجليزية)
- يان سوبول على موقع الاتحاد الفرنسي لكرة اليد (الفرنسية)